# Place des Fêtes (Paris)
Pour les articles homonymes, voir Place des Fêtes.
La place des Fêtes est une vaste place de l'est du 19e arrondissement de Paris, qui a donné son nom au quartier qui l'entoure.
Ce nom rappelle que c'est sur cette place qu'avaient lieu les fêtes de l'ancienne commune de Belleville.

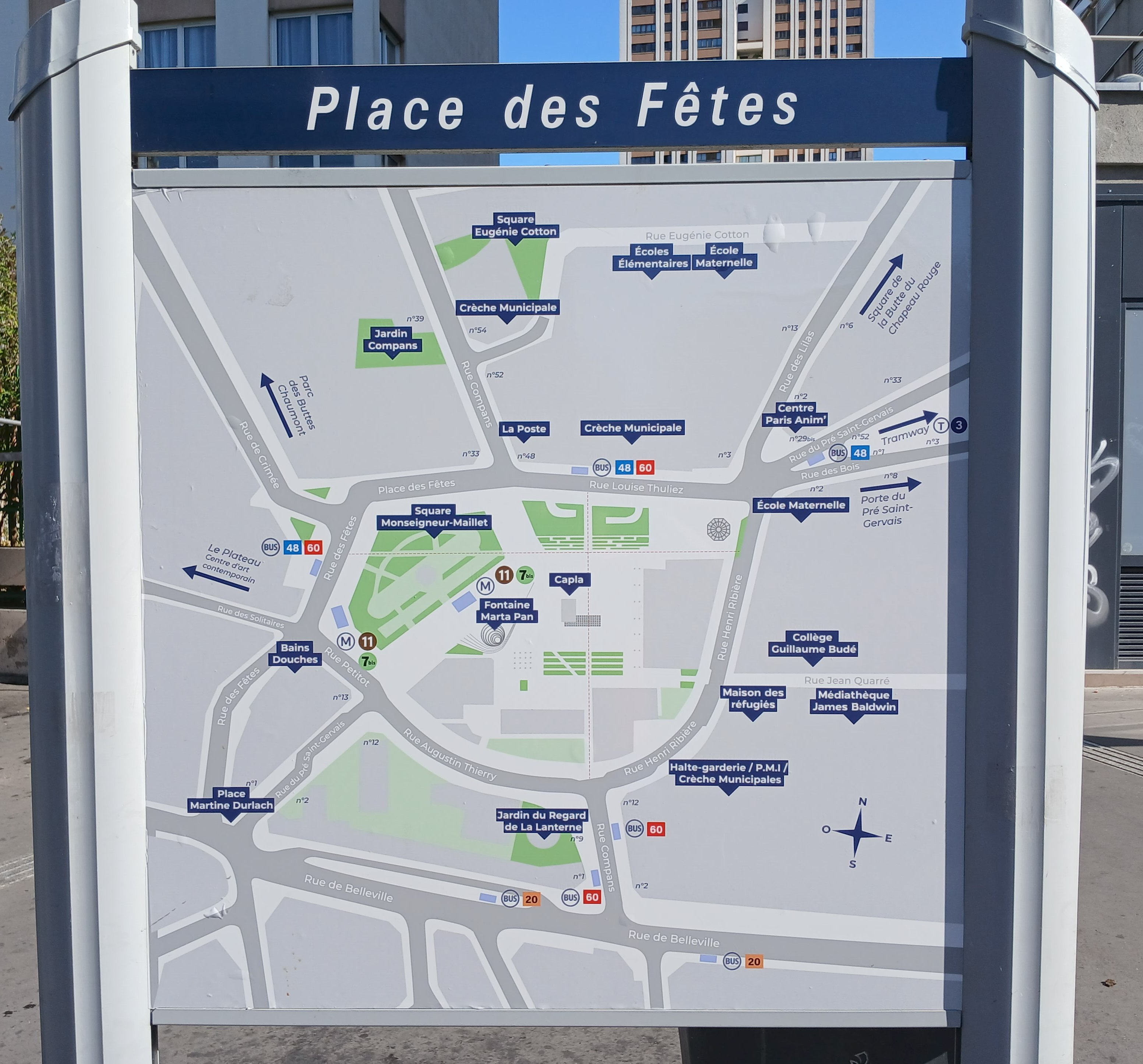
Plan de la place des Fêtes.

## Situation et accès

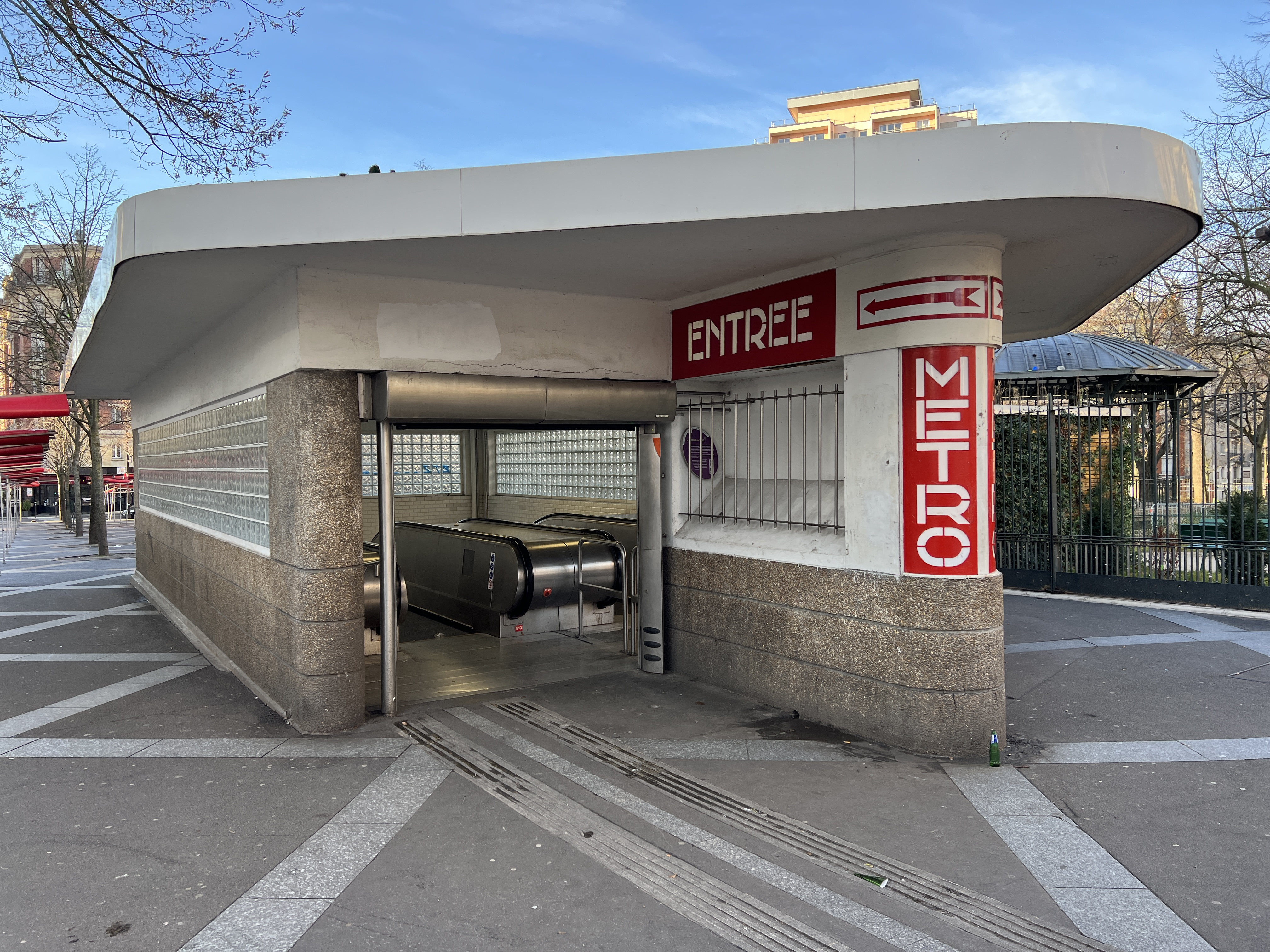
Une des deux entrées du métro Place des Fêtes en juin 2022.

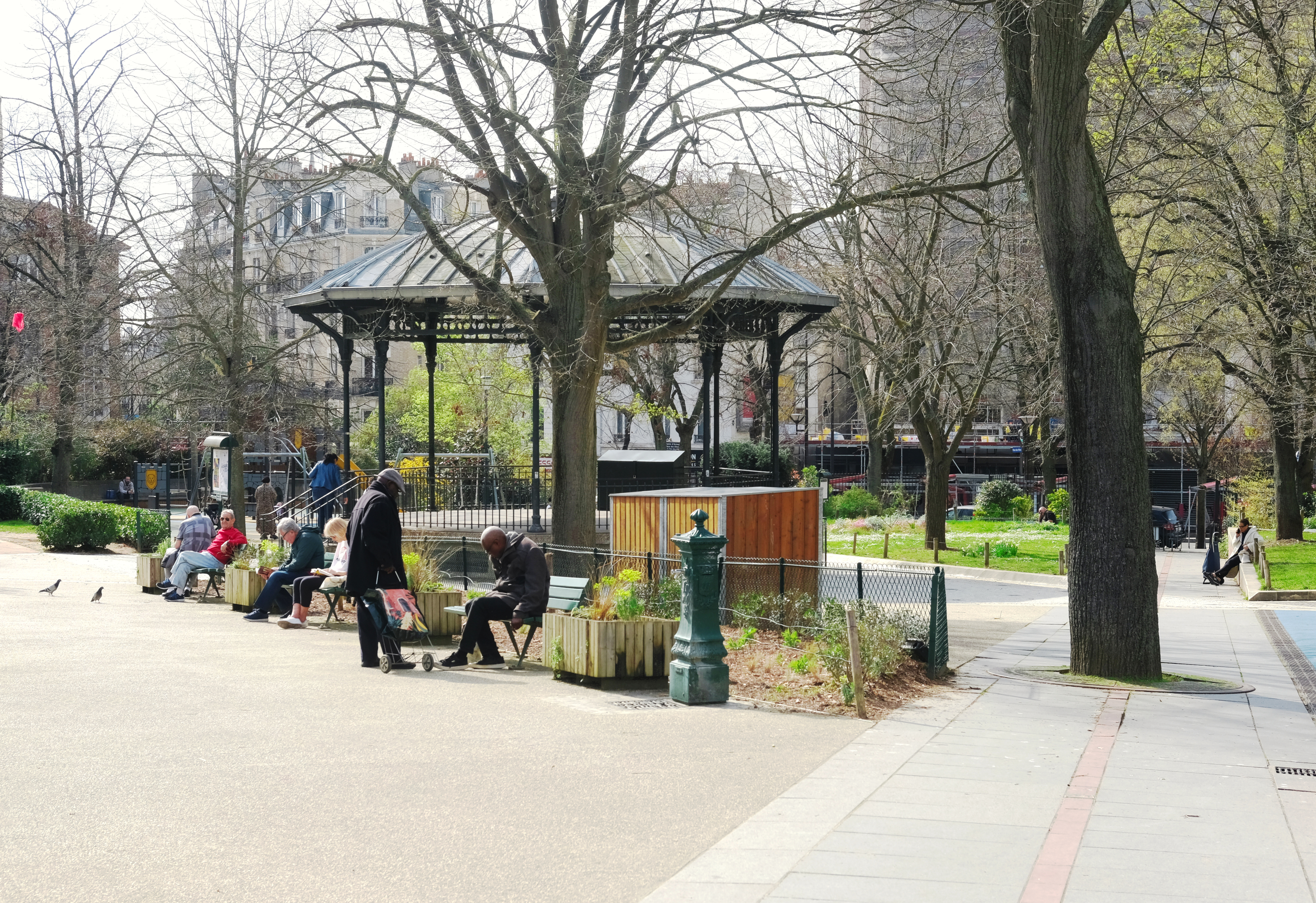
Le place des Fêtes et le square Monseigneur-Maillet.

La place des Fêtes est située dans le sud-est du 19e arrondissement de Paris, sur le haut de la butte de Belleville, dans le quartier du même nom. Elle occupe une forme vaguement ovale, d'un peu plus de 200 m de long sur environ 150 m de large.
La place des Fêtes est délimitée au nord par la rue Louise-Thuliez et au sud par les rues Petitot et Augustin-Thierry. En partant du sud, et dans le sens des aiguilles d'une montre, la place donne accès aux voies suivantes :
- sud : rue Compans
- sud-ouest : rue du Pré-Saint-Gervais, puis rue des Fêtes
- ouest : rue des Solitaires ;
- nord-ouest : rue de Crimée ;
- nord : rue Compans.
- nord-est : rue des Lilas, rue du Pré-Saint-Gervais, rue des Bois
- est : rue Jean-Quarré

Ce site est desservi par la station de métro Place des Fêtes.

### Urbanisme
La place des Fêtes est une place piétonne. Le côté ouest de la place est occupé par le square Monseigneur-Maillet, tandis que ses côtés est et sud sont bordés par des immeubles d'habitation de grande hauteur. Le centre de la place est une esplanade de béton. Il comprend également la fontaine-labyrinthe de Marta Pan et un obélisque translucide éclairé la nuit, démonté et retiré en 2019.
La place des Fêtes, du fait de sa position vers le sommet des collines de l'est parisien, est située sur le parcours des eaux de Belleville et renferme dans ses sous-sols une importante réserve d'eau. On y accède au niveau du regard de la Lanterne, tout proche au 213, rue de Belleville, qui est un ouvrage datant du XVIe siècle, toujours en bon état aujourd'hui.

## Historique
En 1611, les hospices font l'acquisition d'un terrain sur la butte de Beauregard pour capter les eaux de Belleville en vue d'alimenter l'hôpital Saint-Louis. Le 18 mars 1836, l'administration des Hospices vend ce terrain à la commune de Belleville,. Le terrain est situé le long de l’ancienne route du Pré-Saint-Gervais, à proximité du centre du village, qui se trouve à l’emplacement de l’actuelle église Saint-Jean-Baptiste. La commune plante une allée de quatre rangs de tilleuls et délimite la partie centrale afin d'y organiser des fêtes publiques qui se déroulaient auparavant sur le parvis de l’église, des rassemblements de la Garde nationale, ainsi que certaines fêtes patronales (marchands forains, manèges, stands de tir, etc.). Le terrain est délimité au sud par la rue des Prés (actuellement rue du Pré-Saint-Gervais), à l'est par la rue Saint-Denis (actuellement rue Compans) et à l'ouest la rue de Beaune (actuellement rue des Fêtes). Il n'existe alors pas de rues reliant la rue de Beaune à la rue Saint-Denis ou à la rue des Près. La rue Saint-Geneviève (actuellement rue Petitot) est tracée en 1843 dans le prolongement de la rue des Solitaires.
Un arrêté du 25 février 1853 ordonne le percement de la rue de Crimée entre les rues des Fêtes et d'Hautpoul.
Du fait de la forte croissance de la population de Belleville dans la première moitié du XIXe siècle, le pourtour de la place s'urbanise peu à peu.
Après l'annexion de la commune de Belleville à Paris par la loi du 16 juin 1859, la place, alors dénommée « Sainte-Geneviève », est officiellement rattachée à la voirie parisienne en 1863.

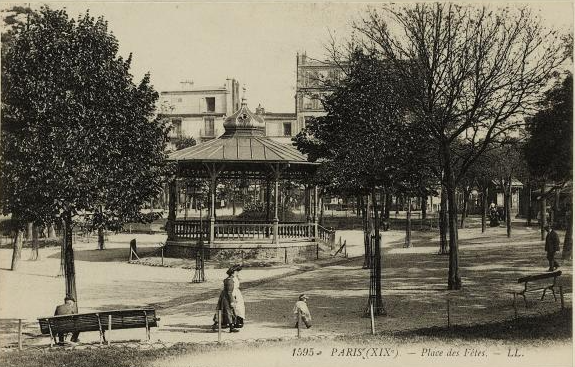
Place des Fêtes vers 1900.

En 1861, la place fait l'objet d'un réaménagement. La rue de la Place est tracée au nord et la place prend une forme pentagonale plus régulière. La place est alors délimitée par :
- la rue des Prés (actuellement rue du Pré-Saint-Gervais) ;
- la rue Sainte-Geneviève (actuellement rue Petitot) ;
- la rue de Beaune (actuellement rue des Fêtes) ;
- la rue de la Place (dans le prolongement de l'actuelle rue Louise-Thuliez) ;
- la rue Saint-Denis (actuellement rue Compans).

Au milieu de cette place est aménagé un square sur un dessin à l'anglaise avec un kiosque à musique et du petit mobilier. L'actuel square Monseigneur-Maillet est donc assez proche des limites originelles de la place. Les fêtes publiques continuent toutefois à s'y tenir.
En 1879, la rue de la Place est officiellement fusionnée avec la place des Fêtes.
En 1911, un édicule avec une marquise de style Art nouveau est érigé sur la place pour abriter la bouche de métro de la station de la ligne 7 (actuelle ligne 7 bis). Il est remplacé par l'édifice actuel de style Art déco lorsque la ligne 11 est ouverte en 1935.
En 1958, est créée une zone à urbaniser en priorité dont le périmètre est fixé entre les rues Compans, de Belleville, du Docteur-Potain, de Crimée, des Bois, de l’Orne, de Bellevue, de la Mouzaïa, des Fêtes et Arthur-Rozier. Dans les années 1960, la totalité des bâtiments autour de la place sont rasés. Seuls sont conservés les immeubles faisant l'angle avec la rue des Solitaires et ceux de la rue Petitot. L'ancienne rue de Beaune est quant à elle supprimée. La place, qui s'étend désormais à l'est de la rue Compans, est totalement transformée dans les années 1970 avec la construction des tours d'habitation sur une dalle commerciale.
Elle est réaménagée au milieu des années 1990 par l'architecte Bernard Huet, puis en 2019. À cette occasion, l'obélisque est démonté et retiré.

## Galerie

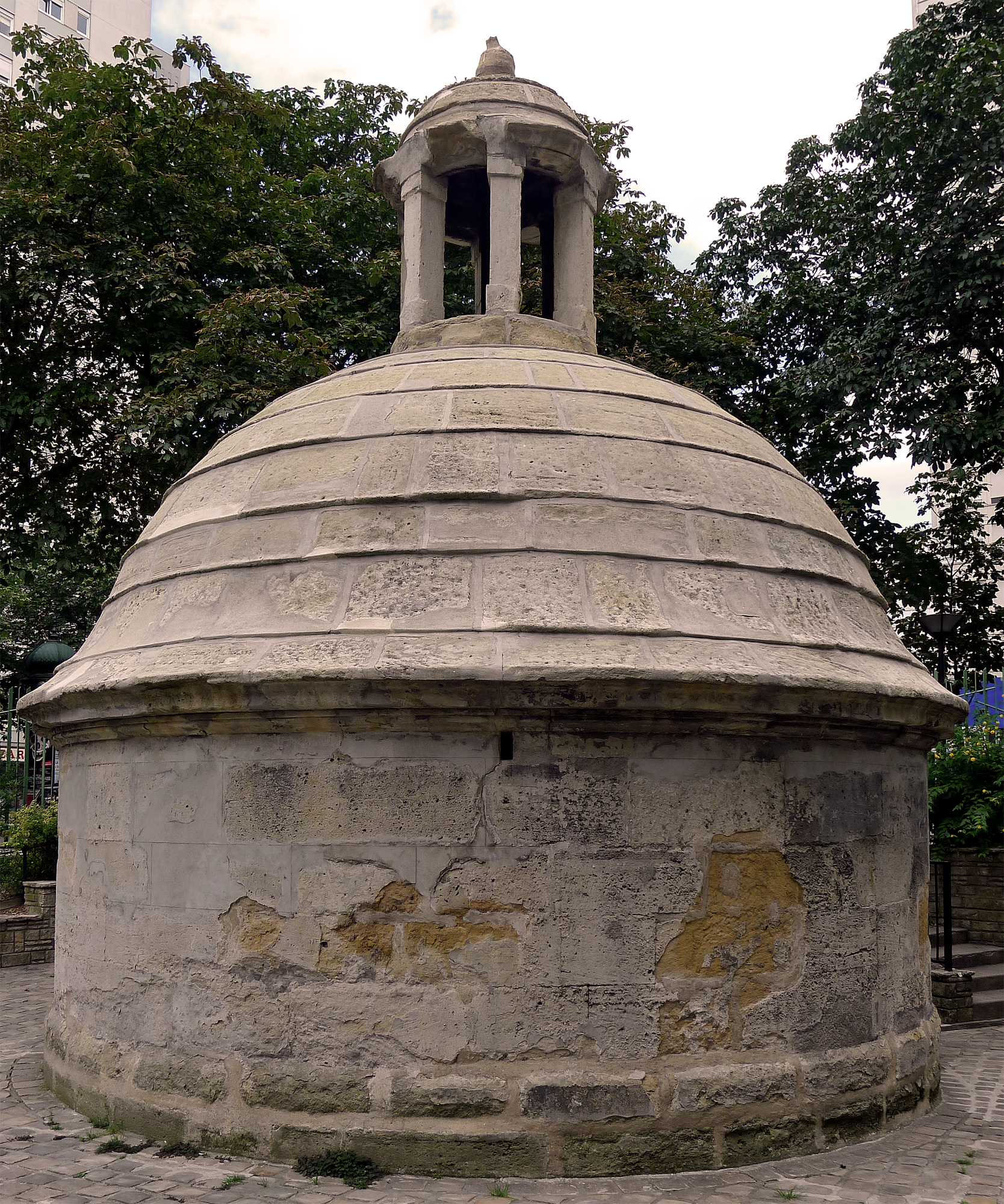
Regard de la Lanterne.
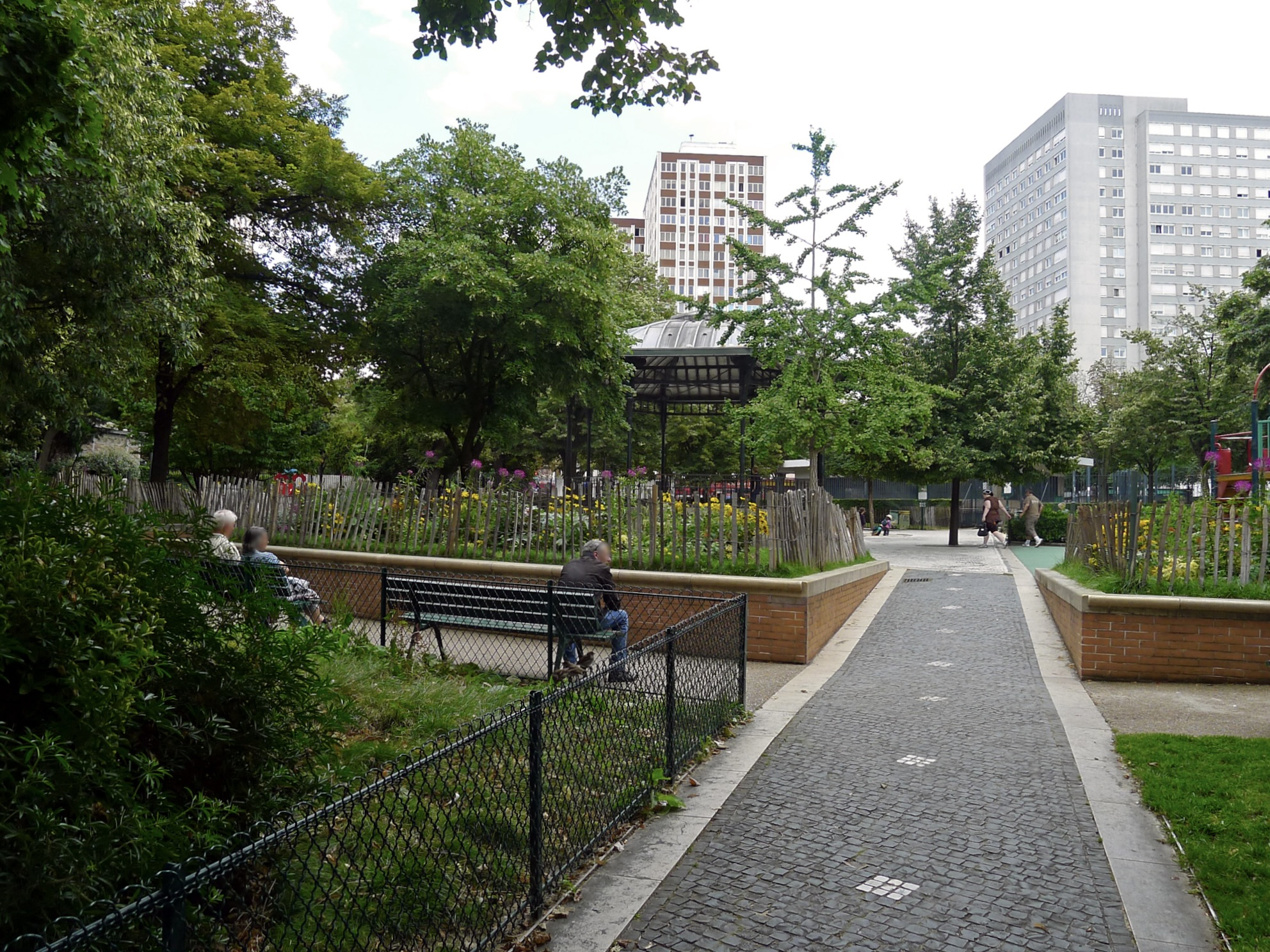
Square Monseigneur-Maillet.
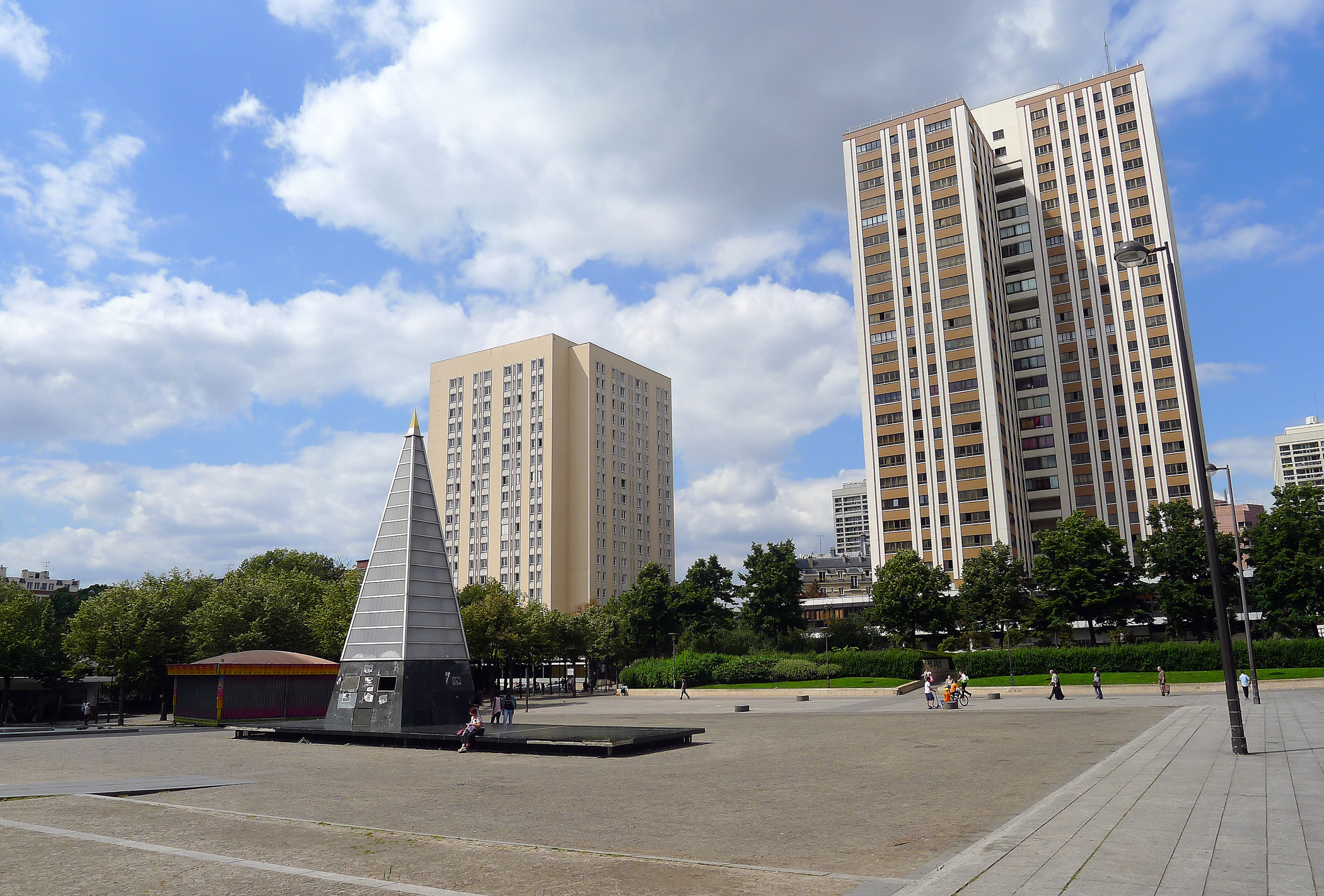
La place des Fêtes en août 2013.